# Kontrollverlust
Kontrollverlust ist ein Symptom der Abhängigkeit von psychotropen Substanzen, der häufig im Zusammenhang von Alkoholabhängigkeit beschrieben wird, jedoch auch in der Diagnostik der Sucht nach anderen Drogen und Prozessen (wie Pathologisches Spielen) verwendet wird. Inzwischen wird der Begriff manchmal durch die weniger absolute Bezeichnung Kontrollminderung ersetzt.

## Begriffsbedeutung
Die suchtspezifischen Begriffe Kontrollverlust und Kontrollminderung beziehen sich nicht allgemein und umfassend auf einen Verlust der Impulskontrolle. Der kann Folge von Alkohol- und Drogenwirkung sein (etwa als Aggressivität und Hemmungslosigkeit), ist aber nicht konstituierend für die Abhängigkeit von Substanzen oder Prozessen.  Kontrollverlust im engeren, suchtspezifischen Sinne meint die Unfähigkeit, den Konsum der Droge zu steuern und zu stoppen. Michael Soyka beschreibt den Kontrollverlust am Beispiel der Alkoholabhängigkeit: Er trete nicht automatisch nach geringen Konsummengen auf, doch nach einigen Gläsern. Dann müsse zwanghaft weiter getrunken werden, wider besseres Wissen und oft bis zum Umfallen.
Manche Autoren halten den Kontrollverlust für das zentrale Kriterium von Abhängigkeitserkrankungen: „Sucht ohne Kontrollverlust gibt es nicht.“ Andere bezweifeln die Eindeutigkeit des Phänomens: „Ich bestreite nicht, dass es Einbußen der Kontrolle gibt, sie lassen sich auch neurobiologisch beschreiben. Nur halte ich dies nicht für die Charaktereigenschaft von Drogenkonsumenten, sondern für eine ihrer Möglichkeiten unter vielen.“